# Gerd Lukas Storzer
Gerd Lukas Storzer (* 23. Mai 1972 in Friedrichshafen) ist ein deutscher Theater-, Film- und Fernsehschauspieler und Regisseur.

## Wirken
Seine Ausbildung machte er am Schauspielstudio Maria Körber in Berlin.
Es folgten Engagements am Volkstheater und am Schauspielhaus in Wien (unter anderem Eskalation ordinär, Regie: Christian Stückl), am Stükke-Theater Berlin und an der Komödie am Kurfürstendamm Berlin (u. a. Franz Wittenbrinks Liederabend Männer!, Regie: Martin Woelffer). Besonders häufig war er an der Neuköllner Oper Berlin (u. a. Held Müller, Elternabend, Das Wunder von Neukölln) und mit dem Theater Affekt Berlin (Lila, Regie: Stefan Bachmann) zu sehen. Er spielte in der Regie von Folke Braband an der Berliner Tribüne in Ladies Night, Little Voice und Schlafzimmergäste. Von 2006 bis 2008 war er Mitglied der gefeierten Berliner Avantgarde-Truppe Nico and the Navigators, mit der er unter anderem bei den Bregenzer Festspielen zu sehen war. 2009, 2011 sowie 2015 bis 2017 spielte er im Ensemble der Kreuzgangspiele Feuchtwangen, u. a. den Schreiber Licht in Kleists Der zerbrochne Krug und Don Juan in Viel Lärm um Nichts.  2010 debütierte er an den Hamburger Kammerspielen, 2012 am Schlossparktheater Berlin und 2015 am Wolfgang Borchert Theater in Münster. 2018 gehörte er dem Ensemble der Burgfestspiele Jagsthausen an und spielte dort unter anderem Sherlock Holmes in Ken Ludwigs Baskerville.
Auch in Film und Fernsehen spielte Gerd Lukas Storzer zahlreiche Rollen, so in Rosa von Praunheims Biopic  Der Einstein des Sex (1999), Müde Weggefährten (ausgezeichnet mit dem Max-Ophüls-Preis) und dem österreichischen Episodenfilm Slidin’-alles bunt und wunderbar, zuletzt in den Serien Notruf Hafenkante und Der Dicke. Für seine Darstellung des Pagen in Die Nervensäge am Theater am Kurfürstendamm wurde er 2010 vom Berliner Theaterclub für den Goldenen Vorhang als bester Schauspieler nominiert. Für seine Darstellung des Bruder Lorenzo in Romeo und Julia sowie des Jonathan Brewster in Arsen und Spitzenhäubchen wurde er 2016 mit dem Kreuzgangpreis ausgezeichnet.
Seit 2016 ist er zudem als Dozent für Schauspiel und seit 2019 als Regisseur aktiv. Im Rahmen dieser Tätigkeit inszenierte er 2019 an der Schule für Schauspiel Hamburg die Komödie Hase Hase von Coline Serreau, 2020 Yvonne, die Burgunderprinzessin von Witold Gombrowicz, 2021 Ray Cooneys Farce Taxi, Taxi sowie 2022 William Shakespeares Was ihr wollt.
Storzer lebt seit 2007 in Hamburg.

## Filmografie (Auswahl)
- Remember Me, Regie: Joshua Borchardt, Rolle: Martin, 2018
- Bad Cop – kriminell gut – Paradiesvögel, Regie: Oliver Dommenget, Rolle: Herr Bartmann, 2017
- Lucie Marshall, Regie: Oliver Schmitz, Rolle: Schuhverkäufer, 2016
- Die Pfefferkörner – Endlich Hochzeit!, Regie: Franziska Hörisch, Rolle: Standesbeamter Maulwurf, 2014
- Der andere Weg, Regie: Annika Fleischer/Elina Stave, Rolle: Wolfgang, 2014
- Taufe, Regie: Anja Herden, Rolle: Matthias Wolters, 2014
- Terra X – Die deutsche Hanse, Regie: Carsten Gutschmidt, Rolle: Brun Warendorp, 2010
- Notruf Hafenkante – Falsche Töne, Regie: Rolf Wellingerhof, Rolle: Oke Graves, 2009
- Der Dicke – Gefährliche Ratschläge, Regie: Bernhard Stephan, Rolle: Kalle Bröhner, 2008
- Lost Lovers, Regie: Hannes Treiber, Rolle: Marc, 2007
- Echte Menschen, Regie: Dana Linkiewicz, Rolle: Johannes, 2006
- Der Schaumreiniger, Regie: Christopher Lenke/Philipp Nauck, Rolle: Herr Stölzl, 2004
- St. Angela, Regie: diverse, Rolle: Danny Mühlbeck, 2003
- Balko – Leiche gegen Leiche, Regie: Ulli Möller, Rolle: Cornelius Wecker, 2002
- Invincible, Regie: Werner Herzog, Rolle: junger Journalist, 2000
- Der Einstein des Sex, Regie: Rosa von Praunheim, Rolle: Hermann Freiherr von Teschenberg, 1998
- Slidin' – alles bunt und wunderbar, Regie: Reinhard Jud, Rolle: Chris, 1997
- Zeit des Schweigens, Regie: Cornelia Grünberg, Rolle: Mikes Freund, 1996
- Müde Weggefährten, Regie: Zoran Solumun, Rolle: Rüdiger, 1995
- Gute Zeiten, schlechte Zeiten, Regie: Jürgen Weber, Jörg Wilbrandt, Ariane Zeller u. a., Rolle: Götz von der Heyde, 1995–96

## Theater (Auswahl)
- Mord im Orientexpress, Ludwig, Regie: Lennart Matthiesen, Kreuzgangspiele Feuchtwangen, Rolle: Hercule Poirot, 2024
- Die Ärztin, Icke, Regie: Hartmut Uhlemann, Ernst Deutsch Theater Hamburg, Rolle: Pater Jacob Rice / Vater, 2024
- Weinprobe für Anfänger, Calbérac, Regie: Martin Woelffer, Komödie Winterhuder Fährhaus Hamburg, Rolle: Guillaume, 2023–2025
- Die Verwandelten, Brussig/Schneider, Regie: Ralph Bridle, Altonaer Theater Hamburg, Rolle: Hilmar Hüveland, 2023
- La Tragédie de Carmen, Brook/Constant nach Bizet, Regie: Oliver Klöter, Wernigeröder Schlossfestspiele, Rolle: Lillas Pastia, 2021
- Meisterdetektiv Kalle Blomquist, Lindgren, Regie: Hans Schernthaner, Altonaer Theater Hamburg, Rolle: Onkel Einar, 2020–23
- Funny Money, Cooney, Regie: Folke Braband, Komödie Winterhuder Fährhaus Hamburg, Rolle: Keller, 2019
- Baskerville, Ludwig, Regie: Eva Hosemann, Burgfestspiele Jagsthausen / Altonaer Theater Hamburg, Rolle: Sherlock Holmes, 2018–20
- Götz von Berlichingen, Goethe, Regie: Hansgünther Heyme, Burgfestspiele Jagsthausen, Rolle: Liebetraut, Bruder Martin, Kaiser Maximillian u. a., 2018
- Das tapfere Schneiderlein, Schernthaner, nach Grimm, Regie: Hans Schernthaner, Burgfestspiele Jagsthausen, Rolle: Narr, 2018–19
- Pippi Langstrumpf, Lindgren, Regie: Ulrich Meyer-Horsch, Harburger Theater Hamburg / Altonaer Theater Hamburg, Rolle: Polizist Larsson, 2017–19
- Luther, Apel, Regie: Yves Jansen, Kreuzgangspiele Feuchtwangen, Rolle: Kardinal Cajetan u. a., 2017
- Kiss me Kate, Porter/Spewack, Regie: Johannes Kaetzler, Kreuzgangspiele Feuchtwangen, Rolle: Erster Ganove, 2017
- Mein ziemlich seltsamer Freund Walter, Berg, Regie: Frauke Thielecke, Hamburger Kammerspiele, Rolle: Erzähler, 2016
- Arsen und Spitzenhäubchen, Kesselring, Regie: Hartmut Uhlemann, Kreuzgangspiele Feuchtwangen, Rolle: Jonathan Brewster, 2016
- Romeo und Julia, Shakespeare, Regie: Johannes Kaetzler, Kreuzgangspiele Feuchtwangen, Rolle: Bruder Lorenzo, 2016
- Was ihr wollt, Shakespeare, Regie: Meinhard Zanger, Wolfgang Borchert Theater Münster, Rolle: Bleichenwang, 2015–17
- Der eingebildete Kranke, Molière, Regie: Meinhard Zanger, Kreuzgangspiele Feuchtwangen, Rolle: Thomas Diafoirus, 2015
- Der Brandner Kaspar, Wilhelm, Regie: Johannes Kaetzler, Kreuzgangspiele Feuchtwangen, Rollen: Senftl / Nantwein, 2015
- Zorn (Fury), Murray-Smith, Regie: Harald Clemen, Hamburger Kammerspiele, Rolle: Warren Spring, 2014–17
- Ein Mann fürs Grobe, Assous, Regie: Frank-Lorenz Engel, Schlossparktheater Berlin, Rolle: Gaetan, 2013
- Venedig im Schnee, Dyrek, Regie: Roland Lang, Schlossparktheater Berlin, Rolle: Jean-Luc, 2012–13
- Ladies Night, Sinclair / MacCarten, Regie: Andrea Krauledat, Stadttheater Minden, Rolle: Gavin, 2011–12
- Viel Lärm um nichts, Shakespeare, Regie: Hanfried Schüttler, Kreuzgangspiele Feuchtwangen, Rolle: Don Juan, 2011
- My Fair Lady, Lerner/Loewe, Regie: Johannes Kaetzler, Kreuzgangspiele Feuchtwangen, Rolle: Freddy, 2011
- Als der Weihnachtsmann vom Himmel fiel, Funke, Regie: Frauke Thielecke, Hamburger Kammerspiele, Rolle: Julebukk, 2010
- Die Nervensäge, Veber, Regie: Jürgen Wölffer, Theater am Kurfürstendamm Berlin, Rolle: Page, 2010–14
- Der zerbrochne Krug, Kleist, Regie: Folke Braband, Kreuzgangspiele Feuchtwangen, Rolle: Licht, 2009
- Der Glöckner von Notre-Dame, Hugo/Kaetzler, Regie: Johannes Kaetzler, Kreuzgangspiele Feuchtwangen, Rolle: Estouteville, 2009
- Der Mustergatte, Hopwood/Wölffer, Regie: Jürgen Wölffer, Winterhuder Fährhaus Hamburg, Rolle: Freddy, 2007–09
- Meine Schwester und ich, Benatzky, Regie: Herbert Herrmann / Jürgen Wölffer, Winterhuder Fährhaus Hamburg, Rolle: Filosel, 2006–09
- Wo du nicht bist, Ensembleprojekt, Regie: Nicola Hümpel, Nico and the Navigators Berlin, Rolle: Ensemble, 2006–07
- Held Müller, Lund/Zaufke, Regie: Bernd Mottl, Neuköllner Oper Berlin, Rolle: Mischa Müller, 2006–07
- Charleys Tante, Thomas, Regie: Folke Braband, Winterhuder Fährhaus Hamburg, Rolle: Jack, 2004–06
- Schlafzimmergäste, Ayckbourn, Regie: Folke Braband, Tribüne Berlin, Rolle: Trevor, 2004–05
- Elternabend, Lund/Zaufke, Regie: Bernd Mottl, Neuköllner Oper Berlin, Rolle: Dennis, 2003–04
- Wie vom Winde verweht, nach Mitchell, Regie: Daniela Kranz / Jenke Nordalm, Sophiensaele Berlin, Rolle: Will, 2002
- Little Voice, Cartwright, Regie: Folke Braband, Tribüne Berlin, Rolle: Billy, 2002
- Ladies Night, Sinclair / MacCarten, Regie: Folke Braband, Tribüne Berlin, Rolle: Gavin, 2002–05
- Männer!, Wittenbrink, Regie: Martin Woelffer, Theater am Kurfürstendamm Berlin, Rolle: Gerd Lukas, 2001–04
- Wie werde ich reich und glücklich?, Jochimsen/Spoliansky, Regie: Martin Woelffer, Winterhuder Fährhaus Hamburg, Rolle: F.D. Lohrenz, 2000–01
- Taxi, Taxi, Cooney, Regie: Folke Braband, Theater am Kurfürstendamm Berlin, Rolle: Troughton, 1997–99
- Der glückliche Prinz, Lund/Böhmer, Regie: Peter Lund, Neuköllner Oper Berlin, Rolle: Prinz, 2000–01
- Das Wunder von Neukölln, Lund/Böhmer, Regie: Bernd Mottl, Neuköllner Oper Berlin, Rolle: Johannes Fonfara, 1998–2000
- Eskalation ordinär, Schwab, Regie: Christian Stückl, Schauspielhaus Wien, Rolle: Nieroster, 1998
- Gärten des Grauens, Call, Regie: Ricarda Beilharz, Renaissancetheater Berlin, Rolle: Siggi, 1997
- Tragödie der Rächer, Tourneur, Regie: Stefan Bachmann, Schauspielhaus Wien, Rolle: Ambitioso, 1997
- Poor Super Man, Fraser, Regie: Donald Berkenhoff, Stükke-Theater Berlin, Rolle: Matt, 1995
- Lila, Goethe, Regie: Stefan Bachmann, Theater Affekt Berlin, Rolle: Friedrich, 1995–97
- Der Zimmerherr, Lotte Ingrisch, Regie: Erhard Pauer, Volkstheater Wien, Rolle: Daniel, 1995
- Eine Frage der Ehre, Sorkin, Regie: Erhard Pauer, Euro-Studio Landgraf, Rolle: Louden Downey, 1994

## Regie
- Spiel gewinnt, Laske, Komödie Winterhuder Fährhaus Hamburg, 2025
- Jim Knopf und Lukas der Lokomotivführer, Ende, Altonaer Theater Hamburg / Harburger Theater Hamburg, 2024
- Was ihr wollt, Shakespeare, Schule für Schauspiel Hamburg, 2022
- Taxi, Taxi, Cooney, Schule für Schauspiel Hamburg, 2021
- Yvonne, die Burgunderprinzessin, Gombrowicz, Schule für Schauspiel Hamburg, 2020
- Hase Hase, Serreau, Schule für Schauspiel Hamburg, 2019

## Diskografie
- Meine Schwester und ich, Original Cast Aufnahme, duo-phon-records, 2007
- Held Müller, Original Cast Aufnahme, Sound of Music, 2007
- Elternabend, Original Cast Aufnahme, Christian Feldgen Music Berlin, 2003
- Das Wunder von Neukölln, Live-Mitschnitt, Neuköllner Oper Berlin, 1999

## Auszeichnungen
- Kreuzgangpreis 2016 – Theaterpreis der Fränkischen Landeszeitung für eine herausragende künstlerische Leistung, Auszeichnung für die Darstellung des Bruder Lorenzo in Romeo und Julia sowie Jonathan Brewster in Arsen und Spitzenhäubchen, 2016
- Monica-Bleibtreu-Preis der Privattheatertage Hamburg für Was ihr wollt, Wolfgang Borchert Theater Münster, 2016
- Goldener Vorhang als Bester Berliner Bühnenschauspieler, Nominierung für die Darstellung des Pagen in Die Nervensäge, 2010
- Max-Ophüls-Preis, Bester Film  für Müde Weggefährten, 1997
- Friedrich-Luft-Preis, Beste Berliner Inszenierung  für Lila, 1995